# Luigi Pesci
Luigi Pesci (Castel Goffredo, 1819 – Castel Goffredo, ...) è stato un patriota italiano.

## Biografia
Nato a Castel Goffredo nel 1819, cattolico e ammogliato senza figli, fu esattore a Castiglione delle Stiviere e aderì sin dall'inizio alla causa risorgimentale. Da lui partì la scoperta della congiura mantovana anti austriaca che culminò con i Martiri di Belfiore. Il 1º gennaio 1852, durante una perquisizione per scoprire delle banconote false, nella sua abitazione a Castiglione il commissario Filippo Rossi rinvenne casualmente in un portapenne una cartella del prestito nazionale di Mazzini. Fu arrestato e incarcerato e confessò di avere avuto la cartella da don Ferdinando Bosio, professore del Seminario vescovile di Mantova che, anch'egli arrestato, fece il nome di don Enrico Tazzoli, coordinatore del movimento. Pesci fu scarcerato in forza dell'amnistia nel 1853.